# Wilbarger County
Wilbarger County är ett administrativt område i delstaten Texas, USA, med 13 535 invånare (2010). Den administrativa huvudorten (county seat) är Vernon. 

## Geografi
Enligt United States Census Bureau har countyt en total area på 2 533 km². 2 515 av den arean är land och 18 km² är vatten.  

### Angränsande countyn
- Tillman County, Oklahoma - norr
- Wichita County - öster
- Baylor County - söder
- Foard County - väster
- Hardeman County - väster
- Jackson County, Oklahoma - nordväst